# Baosteel
A Shanghai Baosteel Group Corporation, röviden Baosteel, egyszerűsített kínai: 上海宝钢集团公司, Sanghaj Paokang Csituan Kungsze (Shanghai Baogang Jituan Gongsi), Kína egyik legnagyobb állami tulajdonú acéltermelő vállalata, melynek jogelődjét 1978-ban alapították meg, Sanghajban. Az általuk gyártott acélt a legkülönfélébb iparágakban használják alapanyagként, mint az autóiparban, az építőiparban, hajók vagy akár háztartási eszközök gyártásához.

## Története

### Baoshan Iron and Steel Corporation
A vállalat elődjét, Baoshan Iron and Steel Corporationt 1978-ban alapították meg közvetlenül a Kínai Kommunista Párt tizenegyedik Központi Bizottságának a harmadik plénumát követően, mely ülésen hivatalosan bejelentették a reform és nyitás politika kezdetét. Amíg a Kínában eddig jelen lévő acélüzemek elavult gépekkel és technológiával dolgoztak, ezáltal nem kifogástalan minőségű acélt előállítva; addig a Baoshan vállalat korszerű technológiákat alkalmazva hamar az ország egyik vezető acélellátó vállalata lett. Korszerűségének köszönhetően az 1980-as évek második felében több országos szintű gyárnak a Baoshan lett az első számú acél ellátója.

### Baosteel
Az 1990-es évek végén a vállalat az egyre kiéleződő versenyhelyzet miatt átszerveződött, partnerkapcsolatok kiépítésébe fogott, majd 1996-ban kereskedelmi partnerévé tette a Baosteel Group International Trade Corporationt (BGITC), ami által a nemzetközi színtéren is irodákat tudtak létrehozni.
A Baoshan 1998-ban nevet váltott, új neve a Baosteel Iron & Steel Corporation lett, mely névváltás a Shanghai Metallurgical Group Corporation kohászati vállalat beolvasztásának az előfutára volt. Az 1997-ben kezdődő ázsiai valutaválság miatt az összeolvadás késleltetve lett, ebben az időszakban a vállalat bevétele lecsökkent, a nemzetközi exportpiaca szünetelt. A Shanghai Metallurgical Group Corporation beolvasztása végül 1998-ban sikeresen megtörtént egy másik sanghaji vállalattal egyetemben, a Shanghai Meishan Group Co. Ltd.-del együtt.
2000-ben a Baosteel Iron & Steel Corporation kettévált, leányvállalata, a Shanghai Baosteel Iron & Steel Co. Ltd. a Sanghaji Értéktőzsde részvényese.

### Baowu Steel Group
2016. december elsején a korábbi Baosteel csoport valamint a vuhani (wuhani) Wuhan Iron & Steel (Group) Corporation vállalatokból új céget hoztak létre, China Baowu Steel Group Co. Ltd. néven. Az egyesülést követően a Baowu értéke néhány beszámoló szerint eléri a 730 milliárd jüant.